# キース・ザラバッカ
キース・ザラバッカ（Keith Szarabajka、1952年12月2日 - ）は、アメリカ合衆国の俳優、声優。
姓についてはザラバイカ、スザラバイカ、サラバージャとの表記もあるが、サラバイカと発音する。
イリノイ州オークパーク出身。ポーランド系アメリカ人。シカゴ大学とトリニティ大学に学ぶ。
俳優のほか、テレビアニメやビデオゲームの声優もつとめる。その場合、悪役が多い（『アルティメット・スパイダーマン』のリビング・レーザーなど）。

## 主な出演作品

### 映画
- ミッシング Missing (1982)
- アメリカ万才 Protocol (1984)
- バイオ・インフェルノ Warning Sign (1985)
- 目撃者マリー Marie (1985)
- 第27囚人戦車隊 The Misfit Brigade (1987)
- ウォーカー Walker (1987)
- マノンの秘密 Memories of Manon (1988) テレビ映画
- ストレンジャー・ザン・バンパイア Nightlife (1989) テレビ映画
- ステイ・トゥゲザー/青春の絆 Staying Together (1989)
- KKK: 炎の十字架 Cross of Fire (1989) テレビ映画
- パーフェクト・ワールド A Perfect World (1993)
- アンドレ/海から来た天使 Andre (1994)
- テキサス、ポップ81 Dancer, Texas Pop. 81 (1998)
- ワンス・アンド・フォーエバー We Were Soldiers (2002)
- ワイルド・ソーンベリーズ ムービー The Wild Thornberrys Movie (2002) アニメ映画、声の出演
- ヘルター・スケルター2004 Helter Skelter (2004) テレビ映画
- ダークナイト The Dark Knight (2008)
- トランスフォーマー/ダークサイド・ムーン Transformers: Dark of the Moon (2011) 声の出演
- アルゴ Argo (2012)
- L.A.コールドケース City of Lies (2018)
- 静かなる侵蝕 Encounter (2021)

### テレビドラマ
- 特捜刑事マイアミ・バイス Miami Vice  (1985)
- ザ・シークレット・ハンター The Equalizer (1985 - 1989)
- スティーブン・キングの ゴールデン・イヤーズ Golden Years (1991)
- 南北戦争物語 愛と自由への大地第3部 North and South Book III: Heaven and Hell (1994) ミニシリーズ
- ロー&オーダー Law & Order (1992 - 1997)
- エンジェル Angel (2001 - 2002)
- 24 -TWENTY FOUR- 24 (2005)
- INTO THE WEST イントゥー・ザ・ウエスト Into the West (2005) ミニシリーズ
- コールドケース 迷宮事件簿 Cold Case (2008 - 2010)
- サンズ・オブ・アナーキー Sons of Anarchy (2010 - 2011)
- スーパーナチュラル Supernatural (2016)

### テレビアニメ
- ぎゃあ!!!リアル・モンスターズ Aaahh!!! Real Monsters (1995 - 1997)
- ワイルド・ソーンベリーズ  The Wild Thornberrys (1998 - 1999)
- ゴジラ ザ・シリーズ Godzilla: The Series (1999)
- バットマン・ザ・フューチャー Batman Beyond (2001)
- ハムナプトラ The Mummy: The Animated Series (2003)
- ティーン・タイタンズ Teen Titans (2003)
- アバター 伝説の少年アン Avatar: The Last Airbender (2005)
- Archer (2009 - 2010)
- ヤング・ジャスティス Young Justice (2010 - 2011)
- G.I. Joe: Renegades (2011)
- アベンジャーズ 地球最強のヒーロー The Avengers: Earth's Mightiest Heroes (2012)
- アルティメット・スパイダーマン Ultimate Spider-Man (2012)
- スター・ウォーズ 反乱者たち Star Wars Rebels (2014 - 2015)